# Giannīs Satsias
Giannīs Satsias (in greco Γιάννης Σατσιάς?; Nicosia, 28 dicembre 2002) è un calciatore cipriota, centrocampista dell'APOEL e della nazionale cipriota.

## Biografia
È il figlio dell'allenatore ed ex calciatore Marinos Satsias.

## Carriera

### Club
Ha giocato nella prima divisione cipriota.

### Nazionale
Ha giocato nelle nazionali giovanili cipriote Under-17, Under-19 ed Under-21.
Ha esordito con la nazionale maggiore cipriota il 17 giugno 2023, nella partita di qualificazione all'Europeo 2024 persa per 1-2 contro la Georgia.

## Statistiche

### Presenze e reti nei club
Statistiche aggiornate al 18 giugno 2023.
| Stagione        | Squadra         | Campionato      | Campionato | Campionato | Coppe nazionali | Coppe nazionali | Coppe nazionali | Coppe continentali | Coppe continentali | Coppe continentali | Altre coppe | Altre coppe | Altre coppe | Totale | Totale |
| Stagione        | Squadra         | Comp            | Pres       | Reti       | Comp            | Pres            | Reti            | Comp               | Pres               | Reti               | Comp        | Pres        | Reti        | Pres   | Reti   |
| --------------- | --------------- | --------------- | ---------- | ---------- | --------------- | --------------- | --------------- | ------------------ | ------------------ | ------------------ | ----------- | ----------- | ----------- | ------ | ------ |
| 2020-2021       | APOEL           | A               | 17         | 1          | CC              | 3               | 0               | UEL                | 0                  | 0                  | -           | -           | -           | 20     | 1      |
| 2021-2022       | APOEL           | A               | 19         | 3          | CC              | 4               | 0               | -                  | -                  | -                  | -           | 0           | 0           | 23     | 3      |
| 2022-2023       | APOEL           | A               | 19         | 2          | CC              | 1               | 0               | UECL               | 2                  | 0                  | -           | -           | -           | 22     | 2      |
| Totale carriera | Totale carriera | Totale carriera | 55         | 6          |                 | 8               | 0               |                    | 2                  | 0                  |             | -           | -           | 65     | 6      |

### Cronologia presenze e reti in nazionale
| Cronologia completa delle presenze e delle reti in nazionale ― Cipro | Cronologia completa delle presenze e delle reti in nazionale ― Cipro | Cronologia completa delle presenze e delle reti in nazionale ― Cipro | Cronologia completa delle presenze e delle reti in nazionale ― Cipro | Cronologia completa delle presenze e delle reti in nazionale ― Cipro | Cronologia completa delle presenze e delle reti in nazionale ― Cipro | Cronologia completa delle presenze e delle reti in nazionale ― Cipro | Cronologia completa delle presenze e delle reti in nazionale ― Cipro |
| Data                                                                 | Città                                                                | In casa                                                              | Risultato                                                            | Ospiti                                                               | Competizione                                                         | Reti                                                                 | Note                                                                 |
| -------------------------------------------------------------------- | -------------------------------------------------------------------- | -------------------------------------------------------------------- | -------------------------------------------------------------------- | -------------------------------------------------------------------- | -------------------------------------------------------------------- | -------------------------------------------------------------------- | -------------------------------------------------------------------- |
| 17-6-2023                                                            | Larnaca                                                              | Cipro                                                                | 1 – 2                                                                | Georgia                                                              | Qual. Euro 2024                                                      | -                                                                    | 78’                                                                  |
| 20-6-2023                                                            | Oslo                                                                 | Norvegia                                                             | 3 – 1                                                                | Cipro                                                                | Qual. Euro 2024                                                      | -                                                                    | 90+2’                                                                |
| 8-6-2024                                                             | Chișinău                                                             | Moldavia                                                             | 3 – 2                                                                | Cipro                                                                | Amichevole                                                           | -                                                                    | 83’                                                                  |
| 11-6-2024                                                            | Serravalle                                                           | San Marino                                                           | 1 – 4                                                                | Cipro                                                                | Amichevole                                                           | 1                                                                    | 46’                                                                  |
| 15-11-2024                                                           | Larnaca                                                              | Cipro                                                                | 2 – 1                                                                | Lituania                                                             | UEFA Nations League 2024-2025 - 1º turno                             | -                                                                    | 81’                                                                  |
| 21-3-2025                                                            | Larnaca                                                              | Cipro                                                                | 2 – 0                                                                | San Marino                                                           | Qual. Mondiali 2026                                                  | -                                                                    |                                                                      |
| 24-3-2025                                                            | Zenica                                                               | Bosnia ed Erzegovina                                                 | 2 – 1                                                                | Cipro                                                                | Qual. Mondiali 2026                                                  | -                                                                    |                                                                      |
| 6-6-2025                                                             | Plovdiv                                                              | Bulgaria                                                             | 2 – 2                                                                | Cipro                                                                | Amichevole                                                           | -                                                                    | 90+1’                                                                |
| 10-6-2025                                                            | Bucarest                                                             | Romania                                                              | 2 – 0                                                                | Cipro                                                                | Qual. Mondiali 2026                                                  | -                                                                    | 65’                                                                  |
| Totale                                                               |                                                                      | Presenze                                                             | 9                                                                    |                                                                      | Reti                                                                 | 1                                                                    |                                                                      |

## Palmarès

### Club

#### Competizioni nazionali
- Campionato cipriota: 1

APOEL: 2023-2024
- Supercoppa di Cipro: 1

APOEL: 2024